# Cañón de Blanes
El cañón de Blaneses un cañón submarino que forma el valle submarino situado frente a la costa de Blanes, en la provincia de Gerona, Cataluña. Este cañón submarino es una característica geológica significativa del Mar Balear y juega un papel importante en la biodiversidad marina de la región.

## Geografía

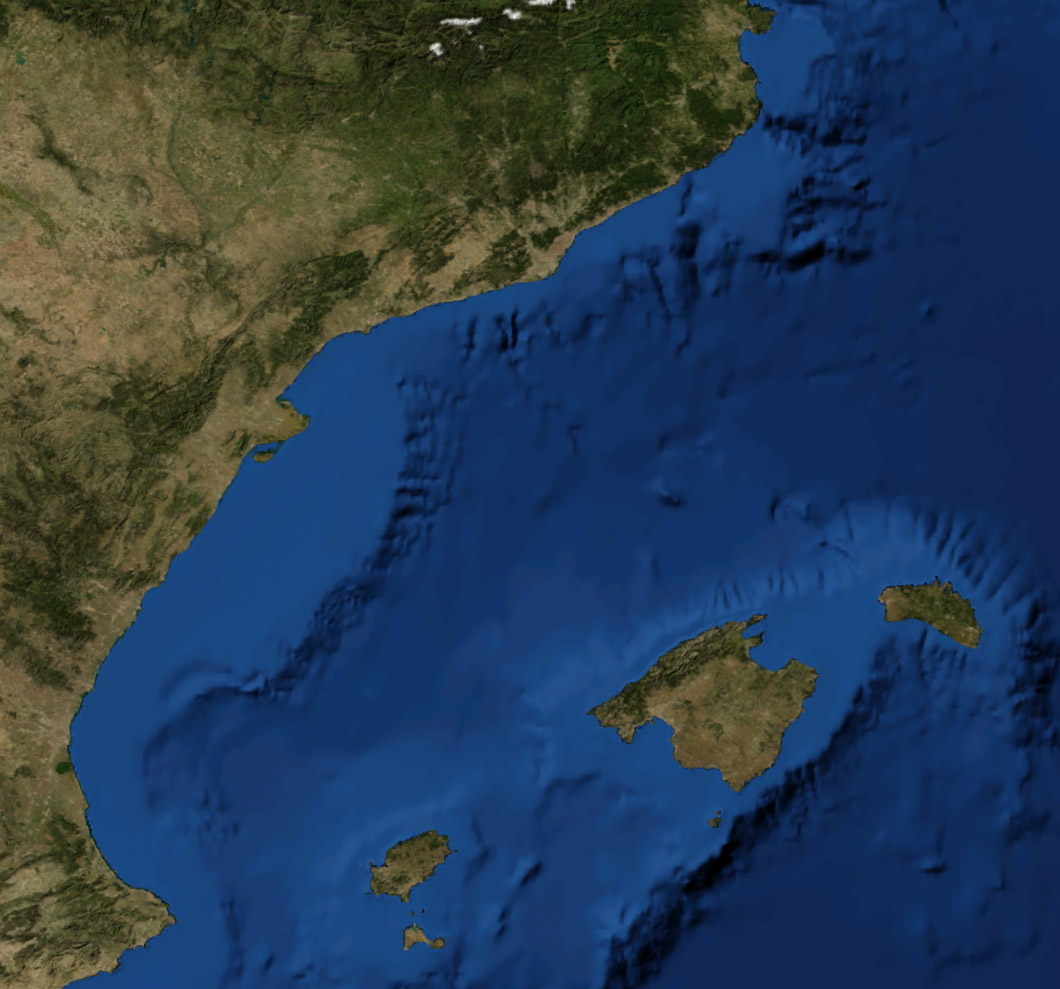
Imagen por satélite del mar Catalano-balear, donde se aprecia el cañón.

El cañón se extiende desde la plataforma continental hasta profundidades que superan los 2000 metros. Su formación se debe a procesos erosivos y tectónicos que han moldeado el fondo marino a lo largo de millones de años. Su cabecera se encuentra a unos 5 km de la costa, es un valle en el fondo del mar de unos 60 km de largo y medio kilómetro de ancho, con paredes verticales que bajan hasta unos 2300 metros profundidad. La desembocadura del cañón se encuentra cerca de la desembocadura del río Tordera, lo que contribuye a la mezcla de aguas dulces y saladas en la zona.

## Biodiversidad
El cañón de Blanes alberga una gran diversidad de especies marinas. Entre los organismos bentónicos que habitan en el cañón se encuentran corales, esponjas y una variedad de invertebrados. Además, es una zona de paso para diversas especies de peces pelágicos y mamíferos marinos, incluyendo delfines. Recientemente se han descubierto corales densos de agua fría en sus paredes, que viven a temperaturas de alrededor de los 13 °C. Es como un oasis de biodiversidad, para muchos crustáceos y peces, con numerosas especies de coral y otras asociadas. Conforma un área muy rica en biodiversidad, ya que sus paredes rocosas son el cobijo de una inmensa variedad de organismos, algunos de los cuales, como corales, esponjas y gorgonias, protegidas y en peligro de extinción.

## Importancia Ecológica
Este cañón submarino es crucial para la conservación de la biodiversidad marina en el Mar Balear. Las corrientes ascendentes que se generan en el cañón llevan nutrientes desde las profundidades hacia la superficie, lo que favorece la productividad biológica y la presencia de una rica fauna marina.

## Investigación Científica
El cañón de Blanes ha sido objeto de numerosos estudios oceanográficos. Investigadores de diversas instituciones han explorado el cañón para comprender mejor los procesos geológicos y ecológicos que ocurren en estas profundidades. Estos estudios son esenciales para la conservación y la gestión sostenible de los recursos marinos. En 2017, en el marco de un proyecto del ICM-CSIC destinado a estudiar el efecto de la pesca de arrastre sobre los sedimentos marinos profundos, el equipo de Pere Puig encontró un gran número de colonias de coral en el cañón de Blanes. Lo hizo con la ayuda de otros investigadores internacionales junto con Científicos del Instituto de Ciencias del Mar, que colaboraron en la exploración del cañón embarcados en el Sarmiento de Gamboa barco oceanográfico del CSIC.

## Amenazas y Conservación
Pese a su importancia ecológica, el cañón de Blanes se enfrenta a amenazas como la pesca de arrastre y la contaminación marina. Es fundamental implementar medidas de conservación para proteger ese valioso ecosistema submarino y garantizar su preservación para las futuras generaciones.